# Grazie, Signore!

Copertina del disco

Grazie, Signore! è un album in studio di Domenico Machetta pubblicato dalla Pro Civitate Christiana nel 1970. È stato interpretato dal gruppo beat Clan Alleluia, con le voci soliste di Ernesto Brancucci e di Alessandro Colavicchi, qui accreditato col cognome Colivicchi.

Etichetta del disco (lato a)

È stato registrato agli studi Meridiana Recording di Roma

## Tracce
Testi e musiche di Domenico Machetta.
1. Grazie perché mi hai chiamato qui – Canto di introito
2. Signore che ascolti – Atto penitenziale
3. Ti ringrazio, Signore – Salmo responsoriale
4. Alleluia – Alleluia
5. Cristo afferrami – Canto per di offertorio
6. Santo – Santo
7. Agnello di Dio – Frazione del Pane
8. Vorrei dirti qualcosa – Canto di comunione
9. Intermezzo per la comunione – Intermezzo
10. Cristo, nostra speranza – Canto di congedo
11. Amatevi, fratelli – Alternativa per il canto di comunione
12. Come i nostri campi – Alternativa per il canto di offertorio
13. L'anima mia magnifica il Signore – Parafrasi del Magnificat
14. Salve, Madre dell'amore – Canto mariano
15. Tutto il creato risuoni – Alternativa per il canto di congedo

## Formazione
- Guido Antonini - voce, percussioni
- Alessandro Colavicchi - voce
- Ernesto Brancucci - voce, basso
- Maria Cristina Brancucci - voce
- Margherita Brancucci - voce
- Marinella Viri - voce
- Mario Molino - chitarra
- Marcello Giombini - organo